# セブン工業
セブン工業株式会社（セブンこうぎょう、英: Seven Industries Co., Ltd. ）は、岐阜県美濃加茂市に本社を置く集成材等を利用した住宅部材の製造・販売メーカーである。

## 主力製品・事業
- 木構造事業 - 無垢材、集成材、合板を活用した住宅・非住宅の建材（柱・壁パネル等）の開発、製造、販売。
- 内装建材事業 - 集成材、合板を活用した階段・カウンター・和室造作材など、造作材の開発、製造、販売。

## 主要事業所
- 本社 - 岐阜県美濃加茂市牧野1006番地
- 七宗第一工場 - 岐阜県加茂郡七宗町中麻生1080番地
- 七宗第二工場 - 岐阜県加茂郡七宗町中麻生1107番地
- 七宗第三工場 - 岐阜県加茂郡七宗町中麻生910番地
- 美濃加茂第一工場 - 岐阜県美濃加茂市牧野1011番地
- 美濃加茂第二工場 - 岐阜県美濃加茂市牧野1011番地
- 美濃加茂第三工場 - 岐阜県美濃加茂市牧野1011番地
- 美濃加茂第四工場 - 岐阜県美濃加茂市牧野1011番地
- 資材物流センター - 岐阜県美濃加茂市牧野字五本松1530番地1

## 沿革
- 1976年（昭和51年）10月 - 丸七住研工業株式会社（まるしちじゅうけんこうぎょう）設立。
- 1990年（平成2年）4月 - 現社名に変更。
- 1991年（平成3年）5月 - 名古屋証券取引所2部上場。
- 2000年（平成12年）3月 - 東京証券取引所2部上場。
- 2004年（平成16年）3月 - 株式公開買付けにより住友商事の子会社となる。
- 2015年（平成27年）2月 - 住友商事が保有株式の一部を都築木材及び西垣林業に譲渡し、住友商事は親会社から外れ「その他の関係会社」となる[1]。
- 2017年（平成29年）3月 - CAD設計積算を主な事業としたベトナム企業であるS.E.V.E.N-VIET INDUSTRIES JOINT STOCK COMPANYの株式取得（資本金 6,000,000,000VND 当社資本比率39.9%）。
- 2020年（令和2年）12月 - 住友商事が保有株式を都築木材及び西垣林業に譲渡[2]。
- 2025年（令和7年）1月 - 都築木材が公開買付により、西垣林業が所有する当社の株式のうち594,840株を取得[3]。

## 関係会社
- 都築木材株式会社
- 西垣林業株式会社